# Marie-Ève
Cette page présente le prénom Marie-Ève ainsi que ses variantes.
Marie-Ève est un prénom féminin composé des prénoms Marie et Ève. Au XXe siècle, il atteint en France son pic de popularité dans les années 1970 (133 naissances de Marie-Ève en 1978).

## Prénom
- Pour l'ensemble des articles sur les personnes portant ce prénom, consulter :
  - la liste des articles dont le titre commence par ce prénom
  - les listes produites par Wikidata : Liste des personnes de prénom « Marie-Ève » — même liste en incluant les éventuels prénoms composés qui contiennent « Marie-Ève ».